# Cirrus castellanus
Cirrus castellanus o Cirrus castellatus (Ci cas) és una espècie de núvol cirrus. El seu nom prové de la paraula «castellanus», que vol dir fort o castell en llatí.
Com tots els cirrus, aquesta espècie es troba a gran altitud. Apareix com torres separades que s'aixequen des d'una base de núvols de nivell inferior. Sovint aquestes torres de núvols es formen en línies, i poden ser més altes que amples. Aquesta espècie de núvols sol ser dens en formació.